# Дубровка (Гордеевский район)
Дубровка — посёлок в Гордеевском районе Брянской области, в составе Творишинского сельского поселения. Расположен в 1 км к северо-востоку от деревни Чёрный Ручей. Постоянное население с 2011 года отсутствует.

## История
Возник в 1920-е годы; до Великой Отечественной войны преобладало украинское население. До 2005 года — в составе Казаричского сельсовета.

## Население
| Годы      | 1926 | 1979 | 1989 | 2002 | 2010 |
| --------- | ---- | ---- | ---- | ---- | ---- |
| Население | 107  | 27   | 11   | 5    | 3    |

0 человек (2013)